# Ponte Vecchio (Ivrée)
Le Ponte Vecchio est le pont le plus ancien de la ville d'Ivrée au Piémont en Italie. Traversant la Doire Baltée, il a été construit pour la première fois à l'époque romaine.

## Histoire
Des études archéologiques montrent qu'un premier pont avait déjà été construit à l'époque romaine là où le lit de la Doire était le plus étroit,.
Le pont est détruit et reconstruit plusieurs fois à cause des crues du fleuve.
En 1707 il est démoli pendant le siège français d'Ivrée pour mieux défendre la ville. C'est seulement en 1716 que Victor-Amédée II de Savoie ordonne sa reconstruction. Il est ensuite agrandi par Charles-Félix en 1830 pour rendre le trafic en entrée et sortie de la ville plus aisé. Pourtant, un nouveau pont est édifié à côté en 1860, le Ponte Nuovo.